# Rue Pradier
Pour les articles homonymes, voir Pradier.
La rue Pradier est une voie du 19e arrondissement de Paris, en France.

## Situation et accès
La rue Pradier est une voie située dans le 19e arrondissement de Paris. Elle débute au 69, rue Rébeval et se termine au 51, rue Fessart. 

## Origine du nom
Son nom vient d'un ancien propriétaire du site et non du sculpteur franco-suisse James Pradier.

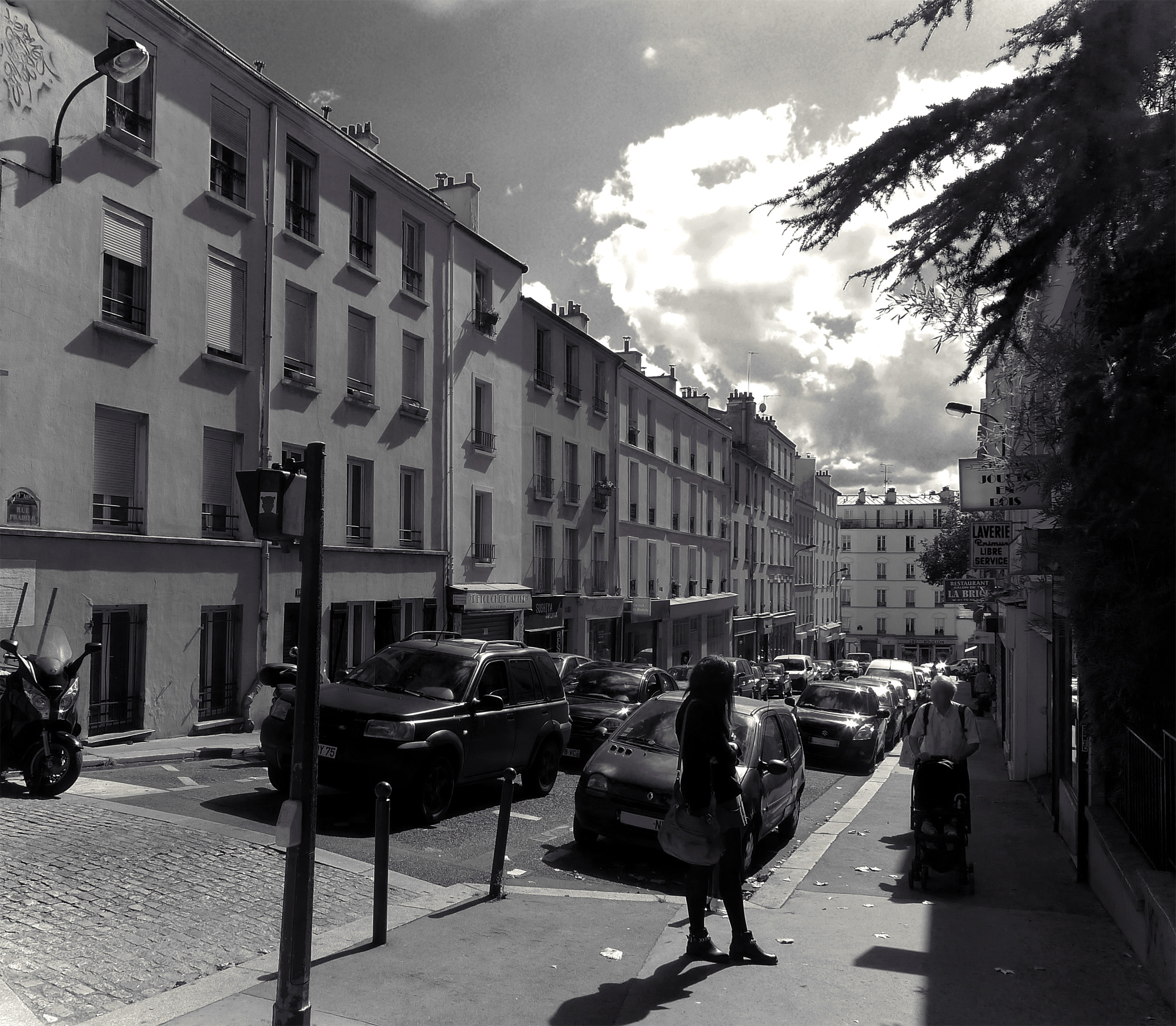
Rue au niveau de l'avenue Simon-Bolivar.
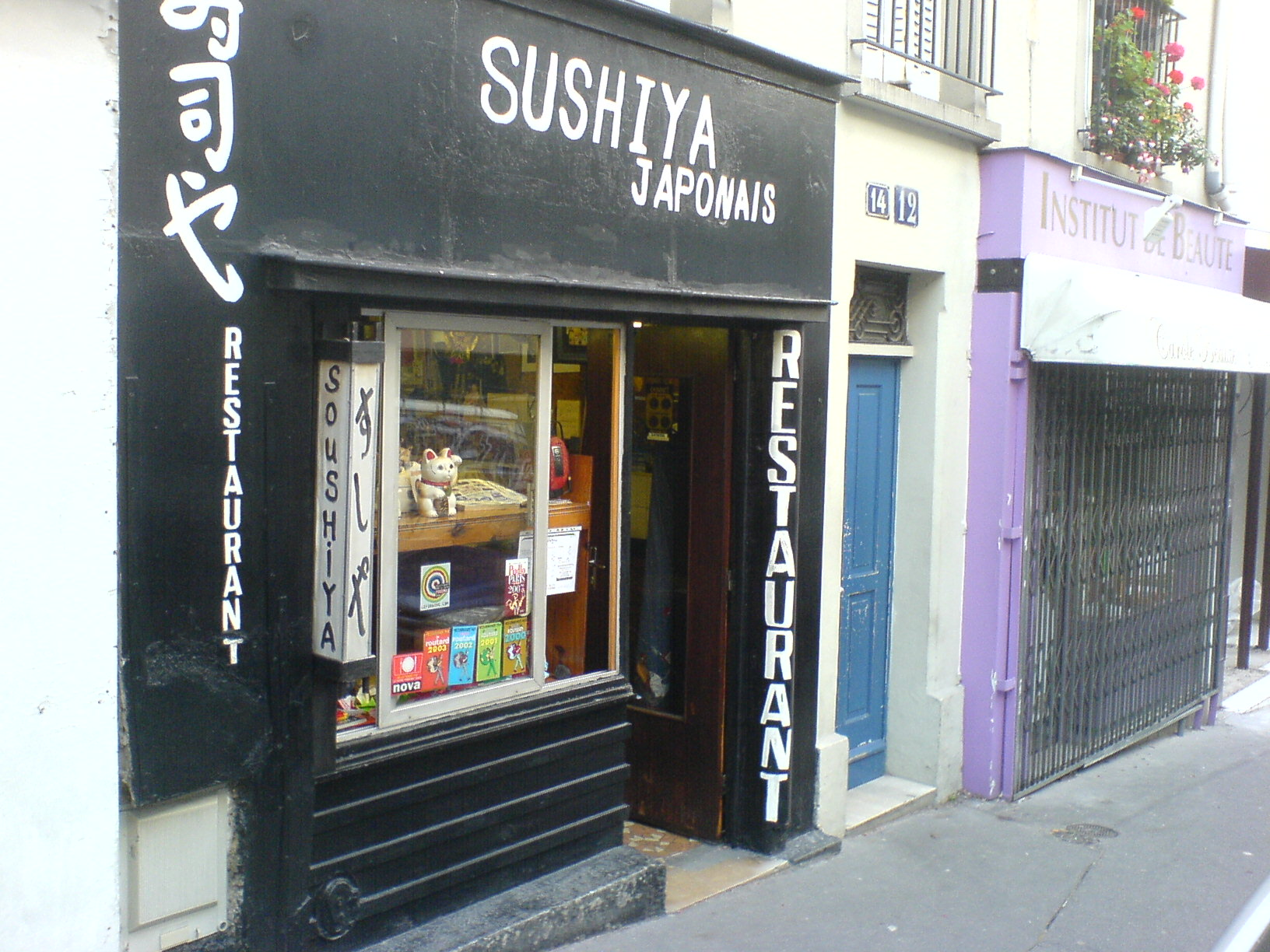
Restaurant japonais.

## Historique
Cette rue est ouverte sous sa dénomination actuelle en 1848 sur l'ancienne commune de Belleville et classée dans la voirie parisienne par un décret du 23 mai 1863 .
Au no  21 commence la villa du Parc, une voie privée.